# Бола Тінубу
Бола Ахмед Адекунле Тінубу (англ. Bola Ahmed Adekunle Tinubu; (29 березня 1952 , Лагос )) — нігерійський державний і урядовий діяч. Президент Нігерії з 2023 року, з 1999 по 2007 рік був губернатором штату Лагос і сенатором від Західного Лагосу під час існування Третьої Нігерійської республіки.

## Біографія
Провів молодість на південному заході Нігерії, а потім переїхав до Сполучених Штатів Америки, де вивчав бухгалтерський облік у Чиказькому державному університеті. Повернувся до Нігерії на початку 1980-х років і працював бухгалтером у компанії Mobil Nigeria, перш ніж зайнятися політикою як кандидат у сенатори від Західного Лагосу у 1992 році від Соціал-демократичної партії. Після того, як президент Нігерії Сані Абача розпустив Сенат у 1993 році, став активістом, який виступає за повернення демократії в рамках руху "Національної демократичної коаліції ". Потім був змушений залишити країну в 1994 році, але повернувся після того, як смерть Сані Абачі в 1998 поклала початок переходу до Четвертої Нігерійської республіки.
У 1999 році на виборах губернатора штату Лагос здобув перемогу з великим відривом як член Альянсу за демократію над Дапо Сарумі з Народно-демократичної партії і Носірудіном Кекере-Екуном з Всенародної партії. Чотири роки по тому був переобраний на другий термін, здобувши перемогу над Фуншо Вільямсом з «Народно-демократичної партії». Два терміни повноважень губернатора Боли Тінубу були відзначені спробами модернізації міста Лагос та його ворожнечі з федеральним урядом, який контролює «Народно-демократична партія». Залишивши посаду у 2007 році, зіграв ключову роль у формуванні "Всепрогресивного конгресу " у 2013 році. Довга та суперечлива політична кар'єра Боли Тінубу була відзначена звинуваченнями у корупції та питаннями про достовірність його особистої біографії.

## Особисте життя
Тінубу одружився з Олуремі Тінубу в 1987 році, вона чинний сенатор, у них троє дітей, Зайнаб Абісола Тінубу, Хабібат Тінубу та Олайїнка Тінубу. Він став батьком 3 дітей від попередніх стосунків, це Казім Оладжиде Тінубу (12 жовтня 1974 — 31 жовтня 2017), Фолашадеі Тінубу (нар. 17 червня 1976) та Олувасейі Тінубу (нар. 13 жовтня 1985), чия мати, за чутками стюардеса і віщунка Бунмі Ошоніке.
Мати Тінубу, Абібату Могаджі, померла 15 червня 2013 року у віці 96 років. 31 жовтня 2017 року його син, Джіде Тінубу, помер у Лондоні. Тінубу — мусульманин.